# Defensa siciliana, variant Txekhover
La variant Chekhover de la defensa siciliana és una obertura d'escacs que deu el seu nom a Vitali Txekhover, després de la partida Chekhover–Lisitsin, Leningrad 1938. S'anomena de vegades també «variant Szily» o «variant hongaresa». Tot i que la variant Txekhover es juga rarament en partides de Grans Mestres, no és estrany de veure-la en partides d'aficionats. Al quart moviment, les blanques ignoren la norma estàndard de no moure la dama massa aviat a l'obertura (ja que pot esdevenir un objectiu per les peces rivals al centre. L'Enciclopèdia d'Obertures d'Escacs li assigna el codi B53.

## Respostes de les negres
La resposta principal de les negres a la variant Chekhover és l'evident 4...Cc6 que ataca la dama blanca; de tota manera, hi ha moltes alternatives per triar en aquesta posició.
- 4...Cc6 - La resposta més popular
  - 5. Ab5 - clavant el cavall: 5...Ad7 6. Axc6 Axc6
  - 5. Da4?! - Evitant el canvi i mantenint l'alfil de caselles blanques
- 4...a6 - Prevenint una futura clavada: 5. c4 Cc6 6. Dd1
- 4...Ad7 - Preparant-se per 5...Cc6
- 4...Cf6 - Evitant els canvis i continuant el desenvolupament.